# 8,8 cm KwK 36
A Kampfwagenkanone 36 L/56 (KwK 36) 8,8 cm űrméretű, L/56 kaliberhosszúságú német harckocsiágyú, amelyet a Panzerkampfwagen VI harckocsi-családnál használtak fő fegyverzetként. A Krupp cég fejlesztette ki és gyártotta. A 8,8 cm-s FlaK 36 légvédelmi ágyúból fejlesztették ki.

## Teljesítmény
A KwK 36 fegyver volt korának egyik legsikeresebb tankfegyvere. A nagy kezdősebesség alacsony röppályát eredményezett, ez tette lehetővé a cél elérését még a távolság pontatlan meghatározásával is. A brit hadseregben végzett tesztek során öt egymást követő találatot lehetett elérni vele egy 40x50 cm-es célpontra 1100 m távolságból. További öt lövést adtak le olyan célokra, amelyek sebessége 24 km/h volt, és bár a füst elhomályosította a célpontok megfigyelését, három a célpontba talált.

## Páncélátütési táblázat
| Lőszer típus     | Torkolati sebesség (m/s) | Páncélátütés (mm) | Páncélátütés (mm) | Páncélátütés (mm) | Páncélátütés (mm) | Páncélátütés (mm) | Páncélátütés (mm) | Páncélátütés (mm) | Páncélátütés (mm) | Páncélátütés (mm) | Páncélátütés (mm) | Páncélátütés (mm) |
| Lőszer típus     | Torkolati sebesség (m/s) | 100 m             | 250 m             | 500 m             | 750 m             | 1000 m            | 1250 m            | 1500 m            | 2000 m            | 2500 m            | 3000 m            |                   |
| ---------------- | ------------------------ | ----------------- | ----------------- | ----------------- | ----------------- | ----------------- | ----------------- | ----------------- | ----------------- | ----------------- | ----------------- | ----------------- |
| PzGr. 39 (APCBC) | 780\|m/s                 | 162               | 158               | 151               | 144               | 138               | 132               | 126               | 116               | 106               | 97                |                   |
| PzGr. 40 (APCR)  | 930\|m/s                 | 219               | 212               | 200               | 190               | 179               | 170               | 160               | 143               | 128               | 115               |                   |
| Hl.39 (HEAT)     | 600 m/s                  | 110               | 110               | 110               | 110               | 110               | 110               | 110               | 110               | 110               | 110               |                   |